# چنارپاکنه
چنارپاکنه، روستایی از توابع بخش آباده طشک شهرستان نی‌ریز در استان فارس ایران است.

## جمعیت
این روستا در دهستان حنا (نی‌ریز) قرار دارد و بر اساس سرشماری مرکز آمار ایران در سال ۱۳۸۵، جمعیت آن ۳۳ نفر (۵ خانوار) بوده‌است.